# Wohnhaus Schleuse 12

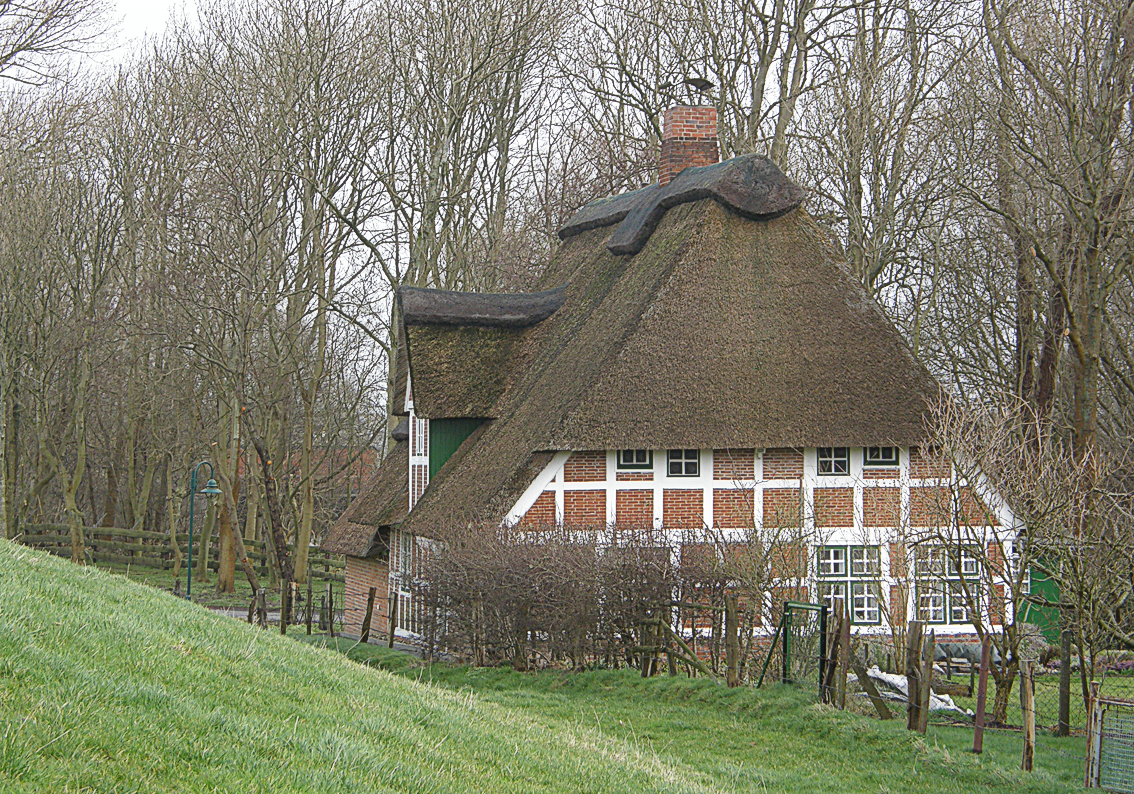
Nord- und Westfassade (2008)

Das Wohnhaus Schleuse 12, direkt am Deich, in der niedersächsischen Samtgemeinde Land Hadeln, Gemeinde Otterndorf im Landkreis Cuxhaven, stammt vom 19. Jahrhundert. Aktuell (2024) wird es als Wohn- und Ferienhaus genutzt.
Das Gebäude steht unter Denkmalschutz (siehe auch Liste der Baudenkmale in Otterndorf).

## Beschreibung
Das eingeschossige zum Deich traufständige Gebäude in Fachwerk mit Steinausfachungen und reetgedecktem Walmdach sowie zweigeschossigem Giebelrisalit wurde in der ersten Hälfte des 19. Jahrhunderts gebaut. Ein eingeschossiges massives Nebengebäude mit Satteldach und Verbretterung der Giebeldreiecke sowie gleicher Firstrichtung ergänzt das Ensemble.
Das Landesdenkmalamt befand u. a.: „geschichtlichen und städtebaulichen Bedeutung“.